# Faust'O (album)
Faust'O è il quinto album in studio del cantautore italiano Faust'O, pubblicato nel 1983.

## Il disco
Il disco è stato registrato da Enzo “titti” Denna negli Studio Radius. Gli arrangiamenti sono stati curati da Fausto Rossi e Alberto Radius. Alle chitarre, oltre ad Alberto Radius, troviamo il giovane chitarrista Umberto Rossi in Jeraldine e in E poi non voltarti mai. È stato ristampato nel 2015 e ridistribuito in edizione limitata dall'etichetta On Records Japan su CD, e nel marzo 2025 su vinile in tiratirua limitata a 300 copie, da Saifam Group, senza mai ricevere una pubblicazione in formato digitale.

## Tracce
Lato A
1. Ogni fuoco – 3:55 (testo: Fausto Rossi – musica: Fausto Rossi, Riccardo Fioravanti, Umberto Rossi)
2. Ch'an cha cha – 3:17 (Fausto Rossi)
3. E poi non voltarti mai – 2:50 (testo: Fausto Rossi – musica: Fausto Rossi, Riccardo Fioravanti, Umberto Rossi)
4. Stracci alle fiamme – 3:46 (Fausto Rossi)
5. Cinque strade – 4:00 (Fausto Rossi)

Durata totale: 17:48
Lato B
1. Jeraldine – 3:23 (testo: Fausto Rossi – musica: Fausto Rossi, Riccardo Fioravanti, Umberto Rossi)
2. We Turn Away – 3:25 (Fausto Rossi)
3. Alien – 3:00 (testo: Claudio Chianura, Fausto Rossi – musica: Fausto Rossi, Riccardo Fioravanti, Umberto Rossi)
4. Rip Van Winkle – 2:13 (Fausto Rossi)
5. Ultimi fuochi – 2:47 (Fausto Rossi)

Durata totale: 14:48

## Formazione
- Giorgio Vitalevi - batteria
- Riccardo Fioravanti - basso
- Alberto Radius - chitarre
- Faust'o - piano, Fairlight
- Umberto Rossi - chitarre
- Roberto Colombo - fairlight